# Fredede bygninger i Roskilde Kommune
Denne liste over fredede bygninger i Roskilde Kommune viser alle fredede bygninger i Roskilde Kommune, bortset fra kirker. Listen bygger på data fra Kulturarvsstyrelsen.
| Sagsnavn                                         | Komplekstype                     | Opførelsesår | Adresse                                  | Koordinater                                   | Fredningsår (1. fredning) | ID (Link til Kulturarv.dk) | Billede     |
| ------------------------------------------------ | -------------------------------- | ------------ | ---------------------------------------- | --------------------------------------------- | ------------------------- | -------------------------- | ----------- |
| Algade 3                                         | Kontor / forretningsbyggeri      | 1931         | Algade 3, 4000 Roskilde                  | 55°38′28″N 12°04′54″Ø / 55.64120°N 12.08175°Ø |                           | 265-754-1                  | Upload foto |
| Bondetinget 4                                    |                                  | 1844         | Bondetinget 4, 4000 Roskilde             | 55°38′32″N 12°04′43″Ø / 55.64222°N 12.07850°Ø |                           | 265-6973-1                 | Upload foto |
| Bondetinget 17                                   |                                  | 1600         | Bondetinget 17, 4000 Roskilde            | 55°38′30″N 12°04′36″Ø / 55.64176°N 12.07675°Ø |                           | 265-147275-1               | Upload foto |
| Bondetinget 19                                   |                                  | 1850         | Bondetinget 19, 4000 Roskilde            | 55°38′30″N 12°04′36″Ø / 55.64176°N 12.07656°Ø |                           | 265-147283-1               | Upload foto |
| Bryggergården                                    | Beboelseshus                     | 1650         | Algade 15A, 4000 Roskilde                | 55°38′28″N 12°05′03″Ø / 55.64124°N 12.08403°Ø |                           | 265-878-2                  | Upload foto |
| Bryggergården                                    | Forhus/sidehus                   | 1890         | Algade 15G, 4000 Roskilde                | 55°38′29″N 12°05′03″Ø / 55.64134°N 12.08430°Ø |                           | 265-878-1                  | Upload foto |
| Bukkehøjgård                                     |                                  | 1778         | Østermarken 4, 4000 Roskilde             | 55°41′34″N 12°10′00″Ø / 55.69289°N 12.16660°Ø |                           | 265-195747-1               | Upload foto |
| Bukkehøjgård                                     |                                  | 1778         | Østermarken 4, 4000 Roskilde             | 55°41′34″N 12°10′00″Ø / 55.69289°N 12.16660°Ø |                           | 265-195747-2               | Upload foto |
| Bukkehøjgård                                     |                                  | 1778         | Østermarken 4, 4000 Roskilde             | 55°41′34″N 12°10′00″Ø / 55.69289°N 12.16660°Ø |                           | 265-195747-3               | Upload foto |
| Bukkehøjgård                                     |                                  | 1778         | Østermarken 4, 4000 Roskilde             | 55°41′34″N 12°10′00″Ø / 55.69289°N 12.16660°Ø |                           | 265-195747-4               | Upload foto |
| Bukkehøjgård                                     | Svinehus                         | 1778         | Østermarken 4, 4000 Roskilde             | 55°41′34″N 12°10′00″Ø / 55.69289°N 12.16660°Ø |                           | 265-195747-5               | Upload foto |
| De Danske Spritfabrikker                         |                                  | 1886         | Møllehusene 5, 4000 Roskilde             | 55°38′03″N 12°04′23″Ø / 55.63425°N 12.07297°Ø |                           | 265-171478-1               | Upload foto |
| De Danske Spritfabrikker                         | Administrationsbygning           | 1788         | Ringstedgade 76A, 4000 Roskilde          | 55°38′02″N 12°04′22″Ø / 55.63393°N 12.07270°Ø |                           | 265-167675-1               | Upload foto |
| De Danske Spritfabrikker                         | Langhus                          | 1788         | Ringstedgade 78, 4000 Roskilde           | 55°38′02″N 12°04′23″Ø / 55.63390°N 12.07296°Ø |                           | 265-167683-1               | Upload foto |
| Den gamle Husarstald                             | Udlænge                          | 1736         | Stændertorvet 3F, 4000 Roskilde          | 55°38′31″N 12°04′57″Ø / 55.64185°N 12.08241°Ø |                           | 265-98487-5                | Upload foto |
| Den tidl. Birkede Skole                          |                                  | 1914         | Møllevej 16, 4130 Viby Sjælland          | 55°32′06″N 12°00′11″Ø / 55.53492°N 12.00302°Ø |                           | 265-197275-1               | Upload foto |
| Den tidl. Birkede Skole                          |                                  | 1914         | Møllevej 16, 4130 Viby Sjælland          | 55°32′06″N 12°00′11″Ø / 55.53492°N 12.00302°Ø |                           | 265-197275-2               | Upload foto |
| Domkirkestræde 8                                 |                                  | 1845         | Domkirkestræde 8, 4000 Roskilde          | 55°38′34″N 12°04′55″Ø / 55.64266°N 12.08198°Ø |                           | 265-52274-1                | Upload foto |
| Domprovstegården                                 | Domprovstegård                   | 1843         | Domkirkepladsen 4, 4000 Roskilde         | 55°38′36″N 12°04′52″Ø / 55.64333°N 12.08115°Ø |                           | 265-13708-1                | Upload foto |
| Domprovstegården                                 | Staldbygning                     | 1843         | Domkirkepladsen 4, 4000 Roskilde         | 55°38′36″N 12°04′52″Ø / 55.64333°N 12.08115°Ø |                           | 265-13708-2                | Upload foto |
| Duebrødre Kloster                                | Beboelsesbygning                 | 1841         | Bredgade 2A, 4000 Roskilde               | 55°38′22″N 12°04′52″Ø / 55.63950°N 12.08103°Ø |                           | 265-8437-2                 | Upload foto |
| Farvergården                                     | Forhus                           | 1857         | Ringstedgade 3A, 4000 Roskilde           | 55°38′25″N 12°04′34″Ø / 55.64039°N 12.07608°Ø |                           | 265-153097-1               | Upload foto |
| Farvergården                                     | Vinkelhus                        | 1767         | Skomagergade 33A, 4000 Roskilde          | 55°38′26″N 12°04′34″Ø / 55.64060°N 12.07610°Ø |                           | 265-90540-1                | Upload foto |
| Hejnstrupgård                                    |                                  | 1700         | Hejnstrupvej 35, 4000 Roskilde           | 55°43′52″N 12°08′38″Ø / 55.73107°N 12.14397°Ø |                           | 265-191117-1               | Upload foto |
| Hejnstrupgård                                    |                                  | 1700         | Hejnstrupvej 35, 4000 Roskilde           | 55°43′52″N 12°08′38″Ø / 55.73107°N 12.14397°Ø |                           | 265-191117-3               | Upload foto |
| Hotel Prindsen                                   | Forhus/sidehus                   | 1880         | Algade 13, 4000 Roskilde                 | 55°38′28″N 12°05′00″Ø / 55.64122°N 12.08346°Ø |                           | 265-843-1                  | Upload foto |
| Jernbanebroer ved Birkede                        | Jernbanebro                      |              | Birkede Brovej 0, 4130 Viby Sjælland     | 55°32′18″N 12°00′23″Ø / 55.53826°N 12.00627°Ø |                           | 265--2--1                  | Upload foto |
| Jernbanebroer ved Birkede                        | Jernbanebro                      |              | Møllevej 0, 4130 Viby Sjælland           | 55°32′07″N 12°00′05″Ø / 55.53527°N 12.00151°Ø |                           | 265--1--1                  | Upload foto |
| Jyllinge Smedie                                  |                                  | 1700         | Smedestræde 1, 4040 Jyllinge             | 55°45′14″N 12°06′13″Ø / 55.75395°N 12.10354°Ø |                           | 265-193242-1               | Upload foto |
| Jyllinge Smedie                                  |                                  |              | Smedestræde 1, 4040 Jyllinge             | 55°45′14″N 12°06′13″Ø / 55.75395°N 12.10354°Ø |                           | 265-193242-2               | Upload foto |
| Kapellet på Gråbrødre Kirkegård                  | Kapel                            | 1855         | Store Gråbrødrestræde 12B, 4000 Roskilde | 55°38′23″N 12°05′12″Ø / 55.63969°N 12.08666°Ø |                           | 265-95836-1                | Upload foto |
| Kastellet                                        |                                  | 1900         | Byvolden 25A, 4000 Roskilde              | 55°38′37″N 12°04′23″Ø / 55.64361°N 12.07315°Ø |                           | 265-37380-1                | Upload foto |
| Kastellet                                        | Udhus                            | 1900         | Byvolden 25A, 4000 Roskilde              | 55°38′37″N 12°04′23″Ø / 55.64361°N 12.07315°Ø |                           | 265-37380-3                | Upload foto |
| Kastellet                                        |                                  | 1900         | Byvolden 25B, 4000 Roskilde              | 55°38′37″N 12°04′23″Ø / 55.64371°N 12.07315°Ø |                           | 265-37380-2                | Upload foto |
| Klosterkilden                                    | Kildeanlæg                       |              | Dronning Margrethes Vej 1, 4000 Roskilde | 55°38′36″N 12°05′10″Ø / 55.64346°N 12.08621°Ø |                           | 265-166741--1              | Upload foto |
| Konventhuset (tidl. Stiftsbiblioteket)           | Menighedssal/administrati        | 1858         | Domkirkestræde 10, 4000 Roskilde         | 55°38′34″N 12°04′53″Ø / 55.64276°N 12.08137°Ø |                           | 265-52282-1                | Upload foto |
| Maglekilde                                       | Kildeanlæg                       |              | Maglekildevej 0, 4000 Roskilde           | 55°38′34″N 12°04′36″Ø / 55.64289°N 12.07673°Ø |                           | 265--3--1                  | Upload foto |
| Meyercrones Stiftelse                            |                                  | 1833         | Domkirkepladsen 2, 4000 Roskilde         | 55°38′36″N 12°04′49″Ø / 55.64335°N 12.08020°Ø |                           | 265-13686-1                | Upload foto |
| Palæet                                           | Palæfløjen                       | 1733         | Stændertorvet 3A, 4000 Roskilde          | 55°38′33″N 12°04′54″Ø / 55.64249°N 12.08174°Ø |                           | 265-98487-1                | Upload foto |
| Palæet                                           | Sidefløj/østlig                  | 1736         | Stændertorvet 3B, 4000 Roskilde          | 55°38′32″N 12°04′56″Ø / 55.64223°N 12.08209°Ø |                           | 265-98487-2                | Upload foto |
| Palæet                                           | Sidefløj/vestlig                 | 1736         | Stændertorvet 3C, 4000 Roskilde          | 55°38′32″N 12°04′52″Ø / 55.64222°N 12.08117°Ø |                           | 265-98487-3                | Upload foto |
| Palæet                                           | Portbygning                      | 1736         | Stændertorvet 3D, 4000 Roskilde          | 55°38′32″N 12°04′53″Ø / 55.64211°N 12.08132°Ø |                           | 265-98487-4                | Upload foto |
| Rektorbolig                                      | Hovedbygning                     | 1821         | Skolegade 3, 4000 Roskilde               | 55°38′33″N 12°04′44″Ø / 55.64256°N 12.07879°Ø |                           | 265-89747-1                | Upload foto |
| Rektorbolig                                      | Sidefløj/rektorbygning (sydlig)  | 1821         | Skolegade 3, 4000 Roskilde               | 55°38′33″N 12°04′44″Ø / 55.64256°N 12.07879°Ø |                           | 265-89747-2                | Upload foto |
| Rektorbolig                                      | Sidefløj/rektorbygning (nordlig) | 1821         | Skolegade 3, 4000 Roskilde               | 55°38′33″N 12°04′44″Ø / 55.64256°N 12.07879°Ø |                           | 265-89747-3                | Upload foto |
| Remiseanlægget ved Roskilde Station              |                                  | 1904         | Skovbogade 43A, 4000 Roskilde            | 55°38′09″N 12°04′44″Ø / 55.63597°N 12.07889°Ø |                           | 265-143393-4               | Upload foto |
| Remiseanlægget ved Roskilde Station              | Remise                           | 1898         | Skovbogade 43C, 4000 Roskilde            | 55°38′09″N 12°04′45″Ø / 55.63572°N 12.07914°Ø |                           | 265-143393-1               | Upload foto |
| Rings Villa                                      | Enfamiliehus                     | 1914         | Havnevej 25, 4000 Roskilde               | 55°38′53″N 12°04′35″Ø / 55.64807°N 12.07645°Ø |                           | 265-36236-1                | Upload foto |
| Roskilde Gasværk                                 | Vandværk                         | 1894         | Vindeboder 1A, 4000 Roskilde             | 55°38′54″N 12°04′42″Ø / 55.64828°N 12.07835°Ø |                           | 265-36961-12               | Upload foto |
| Roskilde Hvile                                   |                                  | 1853         | Københavnsvej 66A, 4000 Roskilde         | 55°38′28″N 12°06′21″Ø / 55.64105°N 12.10584°Ø |                           | 265-59643-3                | Upload foto |
| Roskilde Hvile                                   |                                  | 1853         | Københavnsvej 66F, 4000 Roskilde         | 55°38′29″N 12°06′22″Ø / 55.64141°N 12.10604°Ø |                           | 265-59643-1                | Upload foto |
| Roskilde Jernbanestation                         | Pakhus til jernbane              | 1847         | Jernbanegade 1A, 4000 Roskilde           | 55°38′21″N 12°05′20″Ø / 55.63921°N 12.08881°Ø |                           | 265-41639-1                | Upload foto |
| Roskilde Jomfrukloster                           | Klosterbygning                   | 1907         | Sankt Peders Stræde 8A, 4000 Roskilde    | 55°38′30″N 12°05′13″Ø / 55.64174°N 12.08694°Ø |                           | 265-1017-1                 | Upload foto |
| Roskilde Jomfrukloster                           | Klosterbygning                   | 1550         | Sankt Peders Stræde 8B, 4000 Roskilde    | 55°38′31″N 12°05′10″Ø / 55.64200°N 12.08613°Ø |                           | 265-1017-2                 | Upload foto |
| Roskilde Jomfrukloster                           | Klosterbygning                   | 1907         | Sankt Peders Stræde 8E, 4000 Roskilde    | 55°38′31″N 12°05′12″Ø / 55.64201°N 12.08659°Ø |                           | 265-1017-3                 | Upload foto |
| Rughavegård                                      |                                  | 1854         | Sankt Hans Gade 11A, 4000 Roskilde       | 55°38′43″N 12°04′28″Ø / 55.64538°N 12.07448°Ø |                           | 265-88031-1                | Upload foto |
| Sankt Clara Mølle                                | Kontor/administration            | 1831         | Havnevej 17A, 4000 Roskilde              | 55°38′50″N 12°04′34″Ø / 55.64720°N 12.07623°Ø |                           | 265-156800-1               | Upload foto |
| Sankt Hans Hospital, Kurhuset                    | Hospitalsbygning                 | 1851         | Boserupvej 2, 4000 Roskilde              | 55°39′01″N 12°04′06″Ø / 55.65023°N 12.06842°Ø |                           | 265-7600-115               | Upload foto |
| Sankt Hans Kilde                                 | Kildeanlæg                       |              | Tuttesti 0, 4000 Roskilde                | 55°38′38″N 12°04′48″Ø / 55.64394°N 12.08000°Ø |                           | 265--4--1                  | Upload foto |
| Sankt Ibs Kirke                                  | Kirke                            | 1200         | Sankt Ibs Vej 2, 4000 Roskilde           | 55°38′52″N 12°04′59″Ø / 55.64767°N 12.08294°Ø |                           | 265-88430-1                | Upload foto |
| Sankt Laurentius' Tårn, Rådhustårnet             | Skt. laurenti tårn               | 1879         | Stændertorvet 1, 4000 Roskilde           | 55°38′29″N 12°04′49″Ø / 55.64135°N 12.08021°Ø |                           | 265-98460-1                | Upload foto |
| Statsskolen                                      |                                  | 1842         | Domkirkepladsen 1, 4000 Roskilde         | 55°38′32″N 12°04′46″Ø / 55.64220°N 12.07956°Ø |                           | 265-13678-1                | Upload foto |
| Sukkerhuset, Liebes Gård, Museum                 | Museum                           | 1804         | Sankt Ols Gade 18, 4000 Roskilde         | 55°38′33″N 12°05′00″Ø / 55.64249°N 12.08333°Ø |                           | 265-89178-5                | Upload foto |
| Sukkerhuset, Liebes Gård, Museum                 | Teknisk forvaltningshus          | 1763         | Sankt Ols Stræde 1, 4000 Roskilde        | 55°38′32″N 12°05′00″Ø / 55.64235°N 12.08340°Ø |                           | 265-89178-1                | Upload foto |
| Vikingeskibshallen                               |                                  | 1966         | Sankt Clara Vej 41, 4000 Roskilde        | 55°39′03″N 12°04′53″Ø / 55.65076°N 12.08148°Ø |                           | 265-148344-1               | Upload foto |
| Webers Gaard                                     |                                  | 1850         | Skolegade 5A, 4000 Roskilde              | 55°38′34″N 12°04′45″Ø / 55.64277°N 12.07921°Ø |                           | 265-89755-1                | Upload foto |
| Webers Gaard                                     |                                  | 1850         | Skolegade 7A, 4000 Roskilde              | 55°38′34″N 12°04′45″Ø / 55.64288°N 12.07925°Ø |                           | 265-89755-2                | Upload foto |
| Webers Gaard                                     |                                  | 1850         | Skolegade 7B, 4000 Roskilde              | 55°38′35″N 12°04′45″Ø / 55.64293°N 12.07928°Ø |                           | 265-89755-3                | Upload foto |
| Wilhelm Topps Minde Fredningen er ophævet i 2017 |                                  | 1980         | Skolegade 11, 4000 Roskilde              | 55°38′35″N 12°04′46″Ø / 55.64303°N 12.07933°Ø |                           | 265-89763-1                | Upload foto |
| Østrupgård                                       |                                  | 1819         | Store Valbyvej 276, 3670 Veksø Sjælland  | 55°43′35″N 12°12′01″Ø / 55.72647°N 12.20027°Ø |                           | 265-193496-1               | Upload foto |